# 马尔丹交汇车站
马尔丹交汇车站是巴基斯坦開伯爾-普什圖省第二大城馬爾丹的鐵路車站，位於瑙謝拉－達爾蓋鐵路。